# Guillermo de los Santos
Guillermo Gabriel de los Santos Viana (Montevideo, Uruguay, 15 de febrero de 1991) conocido como Guillermo de los Santos, es un futbolista uruguayo. Juega como defensa central y su equipo actual es Defensor Sporting de la Primera División de Uruguay.

## Trayectoria
De los Santos inició su carrera profesional debutando en la primera de Cerro en el año 2011. Su debut fue a los 20 años, el 20 de febrero de 2011 frente Defensor Sporting. En junio de 2013 firmó por el Club Nacional de Football, en préstamo con opción a compra.

## Selección nacional
Ha sido internacional con la Selección Sub-20 de Uruguay en el Sudamericano Sub-20 de 2009 en Venezuela y en la selección sub-22 que jugó los Juegos Panamericanos; en ambos casos el seleccionador fue Verzeri.

### Participaciones
| Torneo               | Selección        | Sede        | Año  | Puesto        |
| -------------------- | ---------------- | ----------- | ---- | ------------- |
| Copa Mundial Sub-20  | Uruguay (sub-20) | Colombia    | 2011 | 18.º          |
| Juegos Panamericanos | Uruguay (sub-22) | Guadalajara | 2011 | Tercer puesto |

## Estadísticas
Actualizado al último partido disputado el 14 de abril de 2024.
| Club                           | Div.                | Temporada           | Liga  | Liga  | Estatal | Estatal | Copas nacionales | Copas nacionales | Copas Internacionales | Copas Internacionales | Total | Total |
| Club                           | Div.                | Temporada           | Part. | Goles | Part.   | Goles   | Part.            | Goles            | Part.                 | Goles                 | Part. | Goles |
| ------------------------------ | ------------------- | ------------------- | ----- | ----- | ------- | ------- | ---------------- | ---------------- | --------------------- | --------------------- | ----- | ----- |
| Cerro · Uruguay                | 1.ª                 | 2010-11             | 9     | 1     | —       | —       | —                | —                | —                     | —                     | 9     | 0     |
| Cerro · Uruguay                | 1.ª                 | 2011-12             | 23    | 4     | —       | —       | —                | —                | —                     | —                     | 23    | 4     |
| Cerro · Uruguay                | 1.ª                 | 2012-13             | 28    | 4     | —       | —       | —                | —                | —                     | —                     | 28    | 0     |
| Cerro · Uruguay                | Total               | Total               | 60    | 9     | 0       | 0       | 0                | 0                | 0                     | 0                     | 60    | 9     |
| Nacional · Uruguay             | 1.ª                 | 2013-14             | 21    | 0     | —       | —       | —                | —                | 4                     | 0                     | 25    | 0     |
| Nacional · Uruguay             | 1.ª                 | 2014-15             | 11    | 0     | —       | —       | —                | —                | 2                     | 0                     | 13    | 0     |
| Nacional · Uruguay             | Total               | Total               | 32    | 0     | 0       | 0       | 0                | 0                | 6                     | 0                     | 38    | 0     |
| Defensor Sporting · Uruguay    | 1.ª                 | 2015-16             | 11    | 0     | —       | —       | —                | —                | 5                     | 0                     | 16    | 0     |
| Defensor Sporting · Uruguay    | 1.ª                 | 2016                | 14    | 1     | —       | —       | —                | —                | —                     | —                     | 14    | 1     |
| Defensor Sporting · Uruguay    | 1.ª                 | 2017                | 19    | 0     | —       | —       | —                | —                | 2                     | 0                     | 21    | 0     |
| Defensor Sporting · Uruguay    | 1.ª                 | 2023                | 31    | 2     | —       | —       | —                | —                | 0                     | 0                     | 31    | 2     |
| Defensor Sporting · Uruguay    | 1.ª                 | 2024                | 7     | 3     | —       | —       | 1                | 0                | 2                     | 0                     | 10    | 3     |
| Defensor Sporting · Uruguay    | Total               | Total               | 82    | 6     | 0       | 0       | 1                | 0                | 9                     | 0                     | 92    | 6     |
| Universidad Católica · Ecuador | 1.ª                 | 2017                | 15    | 0     | —       | —       | —                | —                | —                     | —                     | 15    | 0     |
| Universidad Católica · Ecuador | 1.ª                 | 2018                | 39    | 2     | —       | —       | —                | —                | —                     | —                     | 39    | 2     |
| Universidad Católica · Ecuador | 1.ª                 | 2019                | 29    | 0     | —       | —       | —                | —                | 6                     | 0                     | 35    | 0     |
| Universidad Católica · Ecuador | 1.ª                 | 2020                | 23    | 1     | —       | —       | —                | —                | 1                     | 0                     | 24    | 1     |
| Universidad Católica · Ecuador | 1.ª                 | 2021                | 21    | 0     | —       | —       | —                | —                | 4                     | 1                     | 25    | 1     |
| Universidad Católica · Ecuador | Total               | Total               | 127   | 3     | 0       | 0       | 0                | 0                | 11                    | 1                     | 138   | 4     |
| Coritiba · Brasil              | 1.ª                 | 2022                | 14    | 0     | 11      | 0       | 4                | 1                | —                     | —                     | 29    | 1     |
| Coritiba · Brasil              | Total               | Total               | 14    | 0     | 11      | 0       | 4                | 1                | 0                     | 0                     | 29    | 1     |
| Total en su carrera            | Total en su carrera | Total en su carrera | 315   | 9     | 11      | 0       | 5                | 1                | 26                    | 1                     | 357   | 24    |

## Palmarés

### Torneos nacionales
| Título              | Club              | País    | Año     |
| ------------------- | ----------------- | ------- | ------- |
| Torneo Apertura     | Nacional          | Uruguay | 2014    |
| Campeonato Uruguayo | Nacional          | Uruguay | 2014-15 |
| Torneo Apertura     | Defensor Sporting | Uruguay | 2017    |
| Copa AUF Uruguay    | Defensor Sporting | Uruguay | 2023    |
| Copa AUF Uruguay    | Defensor Sporting | Uruguay | 2024    |